# Romanización Hepburn
El sistema de romanización Hepburn (en japonés ヘボン式, Hebon-shiki) fue diseñado por James Curtis Hepburn para transcribir los sonidos del idioma japonés al alfabeto romano y así usarlos en  su diccionario japonés-inglés, publicado en 1867. Este sistema a veces se conoce como Hyōjun-shiki (estilo estándar).
Tanto el sistema original como sus versiones modificadas siguen siendo con mucho los más utilizados para transcribir el japonés a otros idiomas. Muchos jóvenes japoneses aprenden el alfabeto romano a través del estudio del inglés, y por ello el sistema Hepburn les resulta más cómodo que el sistema Monbushō. Otros sistemas de romanización para el japonés son Nihon-shiki (ISO 3602 estricto), Kunrei-shiki (Monbushō e ISO 3602) y JSL.
Esta forma de romanización ofrece a las personas anglo e hispanohablantes la mejor indicación de cómo se pronuncian las palabras en el japonés moderno. Por esta razón el sistema Hepburn es el más utilizado en la Wikipedia en español.

## Historia y adopción
El sistema Hepburn está basado en la fonología inglesa de las consonantes, y como tal se ha encontrado con cierta oposición en Japón. En particular, una ley del 21 de septiembre de 1937 proclamó la adopción de un sistema alternativo conocido como Kunrei como sistema oficial de romanización en Japón. La ley (ligeramente modificada) fue reemitida en 1954, con poco efecto.
En 1972, el sistema Hepburn Modificado fue codificado como estándar ANSI Z39.11-1972. Fue propuesto en 1989 como borrador para el ISO 3602, pero rechazado en favor del sistema Kunrei. El estándar Z39.11-1972 se consideró finalmente obsoleto el 6 de octubre de 1994.
Sin embargo, a pesar de su falta de estatus de jure, el sistema Hepburn sigue siendo el estándar de facto. En Japón, todas las señales oficiales (señales que indican las carreteras, advertencias, etc) están romanizadas en Hepburn o, cada vez más, Hepburn modificado. El sistema ferroviario japonés, así como todos los demás medios de transportes (autobuses, metro, aviones, etc) utilizan Hepburn o Hepburn modificado. También es así con los periódicos, la televisión, ciudades y prefecturas, publicaciones del Ministerio de Asuntos Exteriores de Japón, informaciones turísticas oficiales publicadas por el gobierno, guías, etc. Los estudiantes de japonés como lengua extranjera suelen utilizar Hepburn o Hepburn modificado.
La versión original del sistema Hepburn romaniza la n silábica ん como m antes de las consonantes p, b y m, mientras que el sistema Hepburn modificado la romaniza siempre como n.

## Características de la romanización Hepburn
- Cuando he へ se utiliza como partícula, se romaniza como e.
- Cuando ha は se utiliza como partícula, se romaniza como wa.
- Cuando wo を se utiliza como partícula, se romaniza como o.
- Las vocales largas se indican mediante macrón, por ejemplo, la o larga se escribe ō.
- La n silábica ん se escribe n antes de consonante, pero n' cuando va antes de vocal o y.
- Las consonantes geminadas se marcan como tales duplicando la consonante que sigue al carácter っ, con la excepción de sh→ssh, ch→tch.
- Cuando las sílabas construidas sistemáticamente de acorde con el silabario japonés contienen una consonante "inestable" para el idioma hablado moderno, la ortografía cambia a algo mejor adaptado a como la pronunciaría un anglohablante. Por ejemplo, し se escribe shi, no si. Este tipo de escritura irregular, sin embargo, dificulta la explicación de las conjugaciones verbales regulares en japonés.

Las distintas variaciones del sistema Hepburn indican las vocales largas ō y ū como sigue:
- Tōkyō: indicada con macrón (estándar)
- Tôkyô: indicada con circunflejo (como sustituto a falta de macrón en el teclado)
- Tokyo: el macron se omite por completo (común en palabras japonesas adoptadas en otros idiomas, particularmente en inglés)
- Tookyoo: se duplica la vocal
- Tohkyoh: se indica con una "h".
- Toukyou: escrito mediante la romanización de cada carácter hiragana: ō como ou y ū como uu. Esto se conoce como estilo wāpuro, ya que es así como se introduce el texto en un procesador de textos japonés (en japonés wādo purosessā, a su vez del inglés word processor, procesador de textos) utilizando un teclado con caracteres romanos.
- Tõkyõ: La o larga se indica mediante una tilde. Este estilo es extremadamente raro.
- Tökyö: La o larga se indica mediante una diéresis. Este estilo es extremadamente raro.

Algunos lingüistas se oponen al sistema Hepburn, pues no transcribe correctamente las estructuras fonéticas japonesas ni las conjugaciones. Los que apoyan el sistema Hepburn argumentan que no ha sido ideado como una herramienta lingüística, y que en estos contextos debería utilizarse el alfabeto fonético internacional.

## Tablas de romanización Hepburn

### Hiragana y katakana
| Gojūon   | Gojūon    | Gojūon    | Gojūon   | Gojūon      | Yōon          | Yōon          | Yōon          |
| -------- | --------- | --------- | -------- | ----------- | ------------- | ------------- | ------------- |
| あ ア a  | い イ i   | う ウ u   | え エ e  | お オ o     | Yōon          | Yōon          | Yōon          |
|          |           |           |          |             |               |               |               |
| か カ ka | き キ ki  | く ク ku  | け ケ ke | こ コ ko    | きゃ キャ kya | きゅ キュ kyu | きょ キョ kyo |
| さ サ sa | し シ shi | す ス su  | せ セ se | そ ソ so    | しゃ シャ sha | しゅ シュ shu | しょ ショ sho |
| た タ ta | ち チ chi | つ ツ tsu | て テ te | と ト to    | ちゃ チャ cha | ちゅ チュ chu | ちょ チョ cho |
| な ナ na | に ニ ni  | ぬ ヌ nu  | ね ネ ne | の ノ no    | にゃ ニャ nya | にゅ ニュ nyu | にょ ニョ nyo |
| は ハ ha | ひ ヒ hi  | ふ フ fu  | へ ヘ he | ほ ホ ho    | ひゃ ヒャ hya | ひゅ ヒュ hyu | ひょ ヒョ hyo |
| ま マ ma | み ミ mi  | む ム mu  | め メ me | も モ mo    | みゃ ミャ mya | みゅ ミュ myu | みょ ミョ myo |
| や ヤ ya |           | ゆ ユ yu  |          | よ ヨ yo    |               |               |               |
| ら ラ ra | り リ ri  | る ル ru  | れ レ re | ろ ロ ro    | りゃ リャ rya | りゅ リュ ryu | りょ リョ ryo |
| わ ワ wa | ゐ ヰ wi  |           | ゑ ヱ we | を ヲ wo    |               |               |               |
|          |           |           |          | ん ン n /n' |               |               |               |
| が ガ ga | ぎ ギ gi  | ぐ グ gu  | げ ゲ ge | ご ゴ go    | ぎゃ ギャ gya | ぎゅ ギュ gyu | ぎょ ギョ gyo |
| ざ ザ za | じ ジ ji  | ず ズ zu  | ぜ ゼ ze | ぞ ゾ zo    | じゃ ジャ ja  | じゅ ジュ ju  | じょ ジョ jo  |
| だ ダ da | ぢ ヂ ji  | づ ヅ zu  | で デ de | ど ド do    | ぢゃ ヂャ ja  | ぢゅ ヂュ ju  | ぢょ ヂョ jo  |
| ば バ ba | び ビ bi  | ぶ ブ bu  | べ ベ be | ぼ ボ bo    | びゃ ビャ bya | びゅ ビュ byu | びょ ビョ byo |
| ぱ パ pa | ぴ ピ pi  | ぷ プ pu  | ぺ ペ pe | ぽ ポ po    | ぴゃ ピャ pya | ぴゅ ピュ pyu | ぴょ ピョ pyo |

- Cada celda incluye el hiragana, katakana y su correspondiente romanización en el sistema Hepburn.
- † — Los caracteres en rojo han quedado obsoletos en el japonés moderno.[1][2] No suelen estar definidos en el sistema Hepburn moderno.[3]
- ‡ — Los caracteres en azul rara vez son utilizados más allá de su uso como partículas,[4] y su romanización sigue las reglas indicadas en la sección anterior.

### Katakana extendido
Estas combinaciones de caracteres se utilizan sobre todo para representar sonidos de palabras de otros idiomas.
| ア a      | イ i     | ウ u      | エ e        | オ o      |
|           | イィ yi  |           | イェ ye     |           |
| ウァ wa   | ウィ wi  | ウゥ wu   | ウェ we     | ウォ wo   |
| ウャ wya  |          | ウュ wyu  | ウィェ wye  | ウョ wyo  |
| ヴァ va   | ヴィ vi  | ヴ vu     | ヴェ ve     | ヴォ vo   |
| ヴャ vya  |          | ヴュ vyu  | ヴィェ vye  | ヴョ vyo  |
|           |          | ウ゚ n      |             |           |
|           |          |           | キェ kye    |           |
|           |          |           | ギェ gye    |           |
| クァ kwa  | クィ kwi |           | クェ kwe    | クォ kwo  |
| クヮ kwa  |          |           |             |           |
| グァ gwa  | グィ gwi |           | グェ gwe    | グォ gwo  |
| グヮ gwa  |          |           |             |           |
| カ゚ nga    | キ゚ ngi   | ク゚ ngu    | ケ゚ nge      | コ゚ ngo    |
|           |          |           | シェ she    |           |
|           |          |           | ジェ je     |           |
|           | スィ si  |           |             |           |
|           | ズィ zi  |           |             |           |
|           |          |           | セ゚ ce       |           |
|           |          |           | チェ che    |           |
|           |          |           | ヂェ je     |           |
| ツァ tsa  | ツィ tsi |           | ツェ tse    | ツォ tso  |
| ツャ tsya |          | ツュ tsyu | ツィェ tsye | ツョ tsyo |
| ヅァ za   | ヅィ zi  |           | ヅェ ze     | ヅォ zo   |
| ヅャ zya  |          | ヅュ zyu  | ヅィェ zye  | ヅョ zyo  |
|           | ティ ti  | トゥ tu   |             |           |
|           | トィ twi | テュ tyu  |             |           |
|           | ディ di  | ドゥ du   |             |           |
|           | ドィ dwi | デュ dyu  |             |           |
|           |          | ツ゚ tcu    |             | ト゚ tco    |
|           | ヌィ nwi |           | ニェ nye    |           |
|           |          |           | ヒェ hye    |           |
|           | ブィ bwi |           | ビェ bye    |           |
|           | プィ pwi |           | ピェ pye    |           |
| ファ fa   | フィ fi  |           | フェ fe     | フォ fo   |
| フャ fya  |          | フュ fyu  | フィェ fye  | フョ fyo  |
|           |          | ㇷ゚ n      |             |           |
|           |          | ホゥ hu   |             |           |
|           | ムィ mwi |           | ミェ mye    |           |
|           | ユィ ywi |           | ユェ ye     |           |
|           | ルィ rwi |           | リェ rye    |           |
| ラ゚ la     | リ゚ li    | ル゚ lu     | レ゚ le       | ロ゚ lo     |
| リ゚ャ lya  |          | リ゚ュ lyu  | リ゚ェ lye    | リ゚ョ lyo  |
| ヷ va     | ヸ vi    |           | ヹ ve       | ヺ vo     |